# Gennaro Pesce
Gennaro Pesce (Napoli, 29 luglio 1902 – Cagliari, 8 gennaio 1984) è stato un archeologo italiano.

## Biografia
Allievo di Giulio Emanuele Rizzo, lo seguì a Roma all'Università di Roma La Sapienza dove nel 1927 si laureò in lettere. Completò gli studi nel 1929 dopo aver frequentato  la Scuola archeologica italiana, seguendo i corsi di Giulio Emanuele Rizzo, Federico Halbherr, Giulio Quirino Giglioli e Giuseppe Lugli. Trascorse il semestre marzo-ottobre 1929 alla Scuola archeologica italiana di Atene  dove partecipò alla missione della Scuola alla necropoli di Hephaistia nell'isola di Lemnos. 
Nel dicembre 1929 fu assunto con funzioni d’ispettore archeologo presso la Soprintendenza della Campania, nel 1933 fu assegnato alla Soprintendenza di Reggio Calabria, dove si occupò della sistemazione del Museo archeologico nazionale di Crotone, degli scavi di Laos e del restauro dell’anfiteatro romano di Venosa (Potenza).
In seguito operò in Piemonte, scavò la necropoli romana di Pedaggera (Pollenzo), nel 1937 tornò a Napoli, condusse ricerche a Pozzuoli e a Capua. Nel dicembre 1938 fu trasferito presso la Soprintendenza della Sardegna, due mesi fu inviato in Libia ad affiancare Giacomo Caputo.
Rimase in Tripolitania sino al dicembre 1948 come ispettore per Sabratha. 
Nel 1949 gli fu affidata la Soprintendenza della Sardegna e l'anno successivo subentrò a Ranuccio Bianchi Bandinelli presso l'Università di Cagliari nella cattedra di storia dell’arte greco-romana, carica che ricoprì fino al 1967.

G. Pesce con M. Teresa Amorelli, Tea Coco, Massimo Pallottino, Ercole Contu e Giovanni Lilliu, Monte d'Accoddi, 1954

## Opere
- Il Museo Nazionale di Napoli: oreficeria, toreutica, gliptica, vitriaria, ceramica, Roma 1932
- Il "Palazzo delle colonne" in Tolmaide di Cirenaica. Roma 1950
- Il tempio d'Iside in Sabratha. Roma 1954.
- Nora. Guida agli scavi, Bologna 1957
- Sarcofagi romani in Sardegna, Roma 1957
- Sardegna Punica, Cagliari 1961 ora a cura di R. Zucca, Nuoro 2000
- Le statuette puniche di Bithia, Roma 1965;
- Tharros. Guida agli scavi, Cagliari 1966.